# Ilkley Trophy 2022
Die Ilkley Trophy 2022 war ein Tennisturnier der ITF Women’s World Tennis Tour 2022 für Damen und ein Tennisturnier der ATP Challenger Tour 2022 für Herren in Ilkley und fand zeitgleich vom 13. bis 19. Juni 2022 statt.